# Karramiyya

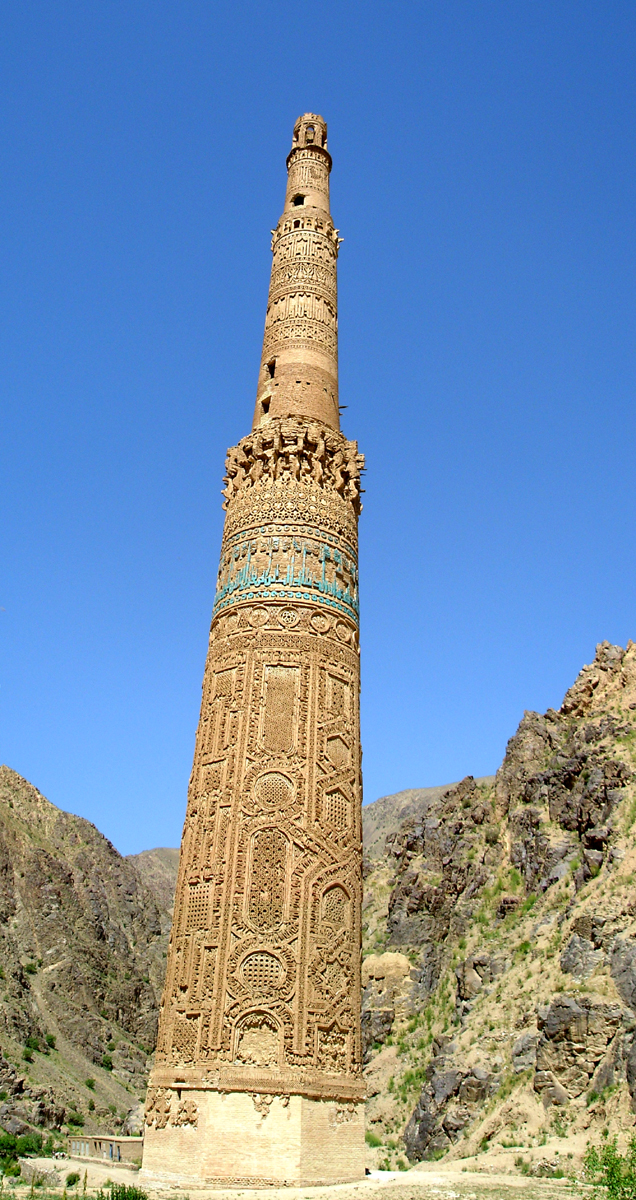
El minarete de Jam, cuyo diseño posee fuertes influencias Karramitās

Karramiyya (en árabe: كرّاميّه‎, romanizado: Karrāmiyyah) fue originalmente una secta hanafí-murgí en el Islam que floreció en las partes central y oriental del mundo islámico, y especialmente en las regiones iranias, desde el siglo IX hasta las invasiones mongolas en el siglo XIII.
La secta fue fundada por un sistani llamado Muhammad ibn Karram (m. 896), quien fue un predicador popular en Jorasán en el siglo IX en las cercanías de Nishapur. Más tarde emigró con muchos de sus seguidores a Jerusalén. Según él, a los karrāmitas también se les llamaba «seguidores de Abū'Abdallāh» (aṣḥāb Abī'Abdallāh). Sus principales áreas de distribución estaban en el Gran Jorasán, Transoxiana y las áreas periféricas del este de Irán, siendo la doctrina que regía a los primeros gaznávidas y la primera dinastía gúrida. El centro más importante de la comunidad, hasta finales del siglo XI, fue Nishapur. Después de su declive, la secta karrāmīyya sobrevivió solo en Gazni y Gawr en el área del actual Afganistán.

## Doctrina
La doctrina del Karramiyya consistió en literalismo y antropomorfismo. Ibn Karram consideró que Dios era una sustancia y que tenía un cuerpo (jism) finito en ciertas direcciones cuando entraba en contacto con el Trono.
Ibn Hajar al-Haytami afirmaba que los partidarios de esta doctrina «creen que Dios es un cuerpo sentado en el Trono, tocándolo y descansando sobre él, y luego baja todas las noches durante el último tercio de la noche a los cielos, y luego regresa a Su lugar al amanecer».
También creían que los ángeles Munkar y Nakir eran en realidad los mismos que los ángeles de la guarda en el lado derecho e izquierdo de cada persona.
Los Karramiyya también sostenían la opinión de que el mundo era eterno y que el poder de Dios era limitado.
Estas creencias fueron rechazadas por muchos teólogos sunitas como heréticas y finalmente desaparecieron. Los Karramiyya operaban centros de adoración y propagaban el ascetismo.
A diferencia de otros grupos corporealistas, los Karramiyya enfatizaron el uso de la razón para defender sus creencias.